# Avdija Vršajević
Avdija Vršajević (Tešanj, 6 de março de 1986) é um futebolista bósnio que atua como meio-campista. Atualmente, joga pelo Hajduk Split.

## Seleção Nacional
Participou da Copa do Mundo FIFA de 2014.